# Raputia hirsuta
Raputia hirsuta är en vinruteväxtart som först beskrevs av Roy Emile Gereau, och fick sitt nu gällande namn av J.A. Kallunki. Raputia hirsuta ingår i släktet Raputia och familjen vinruteväxter. Inga underarter finns listade i Catalogue of Life.